# Scuola italiana di geometria algebrica
Da un punto di vista storico, con Scuola italiana di geometria algebrica si intende riferirsi a un numeroso gruppo di validi matematici italiani del XIX e XX secolo, che, con il loro vasto, profondo e consistente lavoro, metodologicamente condotto con un comune approccio di studio e di ricerca, portò l'Italia ai più alti livelli in geometria algebrica, soprattutto in geometria birazionale e nella teoria delle superfici algebriche, con risultati originali di prim'ordine.

## La nascita della scuola, il relativo contesto storico, i principali risultati
Capiscuola furono soprattutto Guido Castelnuovo, Federigo Enriques e Francesco Severi, che, con il loro originale stile di insegnamento, gli efficaci metodi di studio e le innovative strategie di approccio alle questioni di ricerca, contribuirono sia a dare i maggiori risultati sia a guidare e indirizzare gli altri discepoli, alcuni dei quali provenienti dall'estero (fra di loro, Pavel Sergeevič Aleksandrov, André Weil, Oscar Zariski). Sulla base dell'opera svolta da questi studiosi, a partire dalla seconda metà del XX secolo, iniziò ad affermarsi una nuova impostazione teorica della geometria algebrica, prevalentemente assiomatica e soprattutto caratterizzata dall'uso sistematico dell'algebra commutativa, da parte sia della scuola americana (Oscar Zariski, Solomon Lefschetz, David Mumford e altri) sia di quella francese (André Weil, Alexander Grothendieck, Jean-Pierre Serre e altri), le quali inizialmente sembravano criticare, nel rigore della trattazione, l'opera della scuola italiana, più improntata a dar precedenza all'intuizione che alla formalizzazione. Solo recentemente, però, soprattutto per opera di David Mumford, si è complessivamente rivalutata l'importanza innovativa del lavoro della scuola italiana, che fornì le basi intuitive su cui si fondarono molte delle successive formalizzazioni della teoria.

### Il contesto storico
Dopo l'introduzione delle geometrie non euclidee, conseguente alla crisi sui fondamenti della matematica e i suoi metodi logici, due furono i principali indirizzi della geometria, quello algebrico e quello topologico-differenziale. La geometria algebrica moderna nasce fondamentalmente con l'opera di Riemann, che pone le basi per lo studio di quelle proprietà geometriche che sono invarianti per trasformazioni più generali di quelle proiettive, per cui, nei suoi lavori, si trova, in nuce, quello che sarà uno dei problemi centrali della geometria algebrica, ovvero quello della classificazione (dei vari enti geometrici in studio), la cui conseguente problematica si chiarificherà grazie al programma di Erlangen di Felix Klein, che indicherà la via da seguire, ovverosia quella basata sull'invarianza rispetto a certe trasformazioni gruppali.
Da questo momento in poi, lo sviluppo della geometria algebrica sarà, in gran parte, contraddistinto dalla dicotomia "intuizione/rigore", rispetto a cui la scuola italiana avrà una sua propria concezione del rigore matematico, alquanto distinta da quella assunta dalla successiva scuola dei cosiddetti "algebrizzatori", che annovererà, fra gli altri, Hilbert, Zariski, Weil, Serre, Grothendieck. Ma, andando ancora più a ritroso, fu dai lavori della scuola francese (in particolare, quelli di Gaspard Monge, Charles Julien Brianchon, Jean Victor Poncelet e Michel Chasles) e di quella tedesca (da parte di August Ferdinand Moebius, Karl Georg Christian von Staudt, Jakob Steiner, Julius Plücker, Hermann Günther Grassmann, Ernst Eduard Kummer e Leopold Kronecker) in geometria proiettiva complessa, che ebbe inizio quella nuova trattazione degli enti geometrici – soprattutto, coniche e quadriche nello spazio tridimensionale – caratterizzata dall'uso dei metodi e dei concetti della geometria proiettiva sul campo complesso e la sua chiusura algebrica, la quale darà luogo a una nuova e più potente teoria algebrica delle curve e delle superfici che va ben oltre quanto già conseguito da Isaac Newton, Colin Maclaurin, Leonhard Euler, Gabriel Cramer, Joseph-Louis Lagrange, Carl Friedrich Gauss, Étienne Bobillier e George Boole.
Questa eredità fu poi, dalla seconda metà dell'Ottocento, acquisita sia da Riemann, come già menzionato, sia da Luigi Cremona, il fondatore della scuola italiana di geometria algebrica, a cui si deve il merito di aver utilizzato, in modo mirato e sistematico, tecniche algebriche efficienti nello studio della geometria proiettiva e dei suoi enti, introducendo, per la prima volta, i nuovi metodi della teoria algebrica degli invarianti e delle forme algebriche aperta da Boole, James Joseph Sylvester, Arthur Cayley, Siegfried Heinrich Aronhold, Alfred Clebsch, George Salmon, Ludwig Otto Hesse, Charles Hermite e Paul Gordan. Ma, il principale merito di Cremona fu quello di aver introdotto e studiato, intorno al 1860, sulla base di esempi particolari introdotti da Poncelet, Plücker, Steiner e Ludwig Immanuel Magnus, la nozione formale generale di trasformazione birazionale (poi denominata, in suo onore, trasformazione cremoniana), ovverosia una trasformazione (funzionale) esprimibile, in coordinate cartesiane, mediante funzioni razionali, e che ha, in generale, l'inversa con la stessa proprietà.
Per mezzo della nozione di trasformazione birazionale, fu possibile stabilire le prime classificazioni delle varietà algebriche – i nuovi enti della geometria algebrica – sulla base delle proprietà formali delle trasformazioni cremoniane a cui tali varietà sono soggette e le relative singolarità che queste trasformazioni, in generale, posseggono in quanto funzioni razionali. Ma, da un punto di vista storico, è da ricordare il ruolo fondamentale svolto dai lavori di Riemann sugli integrali abeliani nel pervenire alla nozione generale di trasformazione birazionale da parte di Cremona, lavori che furono comunque condotti, da parte di Riemann, con metodi analitici, sulla base dei precedenti risultati di Giulio Fagnano, Leonhard Euler, Adrien-Marie Legendre, Niels Henrik Abel e Carl Jacobi sugli integrali ellittici. Sulla scia di questi lavori, Riemann introdusse la fondamentale nozione di genere g di una curva algebrica, un invariante topologico che permette di classificare le curve algebriche, correlandolo sia a un precedente invariante introdotto da Abel sia al numero di singolarità di ben determinate trasformazioni birazionali relate alla data curva.
Precisamente, detto r il massimo numero di funzioni razionali che sono, rispetto alla data curva, linearmente indipendenti con un assegnato numero n di singolarità, Riemann, assieme al suo allievo Gustav Roch, provò che r ≥ n - g + 1, risultato che verrà poi sussunto nel cosiddetto teorema di Riemann-Roch. Inoltre, introducendo la nozione di trasformazione birazionale fra curve algebriche, Riemann pervenne all'importante risultato secondo cui l'invariante principale di tali trasformazioni è il campo formato dall'insieme delle trasformazioni birazionali agenti su tale curva, attraverso cui si perverrà poi a definire lo spazio dei moduli Mg delle curve algebriche di genere g, a cui si associa un altro invariante, che è 0 se g=0, 1 se g=1 e 3(g - 1) se g ≥ 2. Tutti questi pionieristici risultati analitici riemanniani saranno poi ripresi da Clebsch, che li contestualizzerà da un punto di vista più propriamente algebrico-geometrico, creando così un notevole raccordo fra la teoria analitica di Riemann e quella algebrico-geometrica, preludio alla nascita della moderna geometria algebrica.
Dopo il 1870 circa, Max Noether iniziò ad applicare sistematicamente i risultati che man mano provenivano dall'algebra commutativa – e a cui egli stesso contribuiva – a quanto era già stato stabilito in geometria algebrica da parte di quei matematici che sono stati appena sopra menzionati, pervenendo a un primo, notevole risultato algebrico, noto come teorema Af+BΦ, che lascia determinare opportune combinazioni polinomiali, attraverso cui Max Noether riuscirà a conseguire ulteriori, altrettanto notevoli risultati geometrici, fra cui quello che permette di ottenere, da altre date, curve algebriche con singolarità più semplici o di ordine inferiore, attraverso opportune trasformazioni cremoniane. Dopodiché, assieme ad Alexander von Brill, Max Noether riuscì, parimenti a Clebsch, a inquadrare la teoria analitica riemanniana (di cui sopra) in termini algebrico-geometrici, soprattutto per il tramite della nozione centrale di serie lineare la quale permette di individuare una ben precisa serie di punti di una curva algebrica, detti suoi divisori effettivi, ottenuti per intersezione di questa, previamente immersa in un opportuno spazio proiettivo, con un sistema lineare di ipersuperfici.
Al contempo, con la collaborazione di Clebsch, Max Noether si volge alla trattazione geometrico-algebrica delle superfici che, qualche anno prima, aveva visto i primi sviluppi con gli studi di Cremona e di Clebsch medesimo, ma la teoria analitica riemanniana delle curve algebriche sembrava non adatta a fornire un modello da estendere e riformulare, in termini algebrico-geometrici, al caso delle superfici, sia per carenza di adeguati strumenti formali sia per la poca conoscenza strutturale delle varietà algebriche di dimensione superiore a 1, anche se si prestava a suggerire eventuali strade da seguire a tale scopo. Fu Clebsch che estese, per primo, la nozione di genere al caso di alcune superfici, ma, sulla base di successivi lavori sia di Max Noether sia di Cayley (a cui si deve, tra l'altro, l'importante nozione di postulazione di una curva), si rese necessario aggiungere alla nozione di genere g, come intesa da Clebsch e quindi ridenominata genere geometrico e indicata con pg, un'ulteriore nozione, quella di genere aritmetico, diciamo pa, sicché una superficie risultava così caratterizzata da due invarianti birazionali, pg e pa, con pg ≥ pa. Sulla stessa falsariga, Max Noether estese la nozione di serie lineare al caso di una superficie.

### La nascita della scuola, il suo sviluppo, i principali risultati
Negli ultimi decenni dell'Ottocento, l'eredità di Max Noether e Clebsch venne raccolta dalla scuola italiana e magistralmente integrata col precedente lavoro di Cremona, soprattutto da parte di Corrado Segre, Eugenio Bertini e il giovane Guido Castelnuovo, i quali introducono il cosiddetto metodo iperspaziale, utilizzato per la costruzione della geometria sopra una curva nonché per una nuova dimostrazione geometrica del relativo teorema di Riemann-Roch. La nuova geometria delle curve algebriche così introdotta da Segre e Bertini, detta geometria birazionale, influenzerà profondamente Castelnuovo il quale, nel 1891, vinta una cattedra di geometria a Roma, vi si trasferisce con l'intenzione di applicare i nuovi metodi di Segre e Bertini alle superfici, riprendendo, a tale scopo, i risultati conseguiti da Max Noether, Clebsch, Jacob Lüroth, Hieronymus Georg Zeuthen e Hermann Schubert, ormai trascurati da più di un ventennio. A Castelnuovo, si unirà presto Federigo Enriques che, subito dopo la laurea a Pisa, si era recato a Roma per seguire i corsi di Cremona. Dalla loro collaborazione, ne risulterà una nuova teoria geometrica delle superfici, che ingloberà elegantemente tutti i precedenti risultati di Max Noether e Clebsch, nonché risolverà alcune problematiche (aperte da Lüroth) rimaste insolute.
Il principio del metodo di questo nuovo indirizzo, consiste nel dare preminenza alle famiglie di curve che appartengono alla superficie da studiare, in particolare ai sistemi lineari di curve essenzialmente individuate dalla intersezione della data superficie con sistemi di ipersuperfici di uno spazio proiettivo ambiente in cui si pensa immersa tale superficie. Castelnuovo ed Enriques estenderanno, al caso delle superfici, molte delle nozioni introdotte da Max Noether e Brill, quali quelle di serie lineare e di divisore, sulla scorta di quanto già fatto da Segre in quest'ambito, così come verranno riprese le nozioni di genere per essere estese a quelle rientranti nella nuova nozione di plurigenere Pi, la quale fornirà altri invarianti birazionali fondamentali per classificare le superfici. Viene peraltro dimostrato il teorema di Riemann-Roch per le superfici tramite la nozione di divisore (o curva virtuale) D, definito come un'opportuna combinazione lineare intera di un numero finito di curve effettive della data superficie.
Tutti questi risultati verranno sinteticamente menzionati in due importanti memorie di Enriques della fine del XIX secolo, che conterranno le linee programmatiche della successiva ricerca in geometria algebrica delle superfici di dimensione superiore, in quegli stessi anni intrapresa, a Torino, pure da Gino Fano, un allievo di Segre, che fornirà altrettanto notevoli contributi in questo settore della geometria. Con questi risultati innovativi, soprattutto mediante i nuovi invarianti birazionali da loro introdotti, Castelnuovo ed Enriques si accingono, per la prima volta, ad affrontare e risolvere il problema della classificazione delle superfici algebriche, in parte seguendo il modello analitico prospettato da Riemann nel caso delle curve algebriche. In particolare, Castelnuovo ed Enriques riusciranno a risolvere alcune difficili problematiche relative alla classificazione delle superfici razionali e quelle rigate, con risultati innovativi fondamentali che saranno alla base del successivo lavoro della scuola italiana di geometria algebrica la quale, venutasi a creare attorno a Castelnuovo ed Enriques, sull'eredità scientifica di Cremona, Segre e Bertini, via via comprenderà, a partire dai primi anni del '900, altri validi matematici, fra cui Francesco Severi (che, fra l'altro, sulla scia dei risultati già conseguiti da Castelnuovo ed Enriques, perfezionerà ulteriormente il teorema di Riemann-Roch per le superfici).
Nel 1914, Enriques perviene a un'importante classificazione delle superfici algebriche in quattro classi principali le quali, oggi, vengono individuate per mezzo di un nuovo invariante birazionale, introdotto intorno agli anni '60 da Kunihiko Kodaira (poi detto dimensione di Kodaira χ) e correlato ai plurigeneri Pi. Precisamente, queste classi corrispondono ai valori χ=−∞, χ=0, χ=1 (superfici ellittiche), χ=2 (superfici di tipo generale), l'ultima essendo stata quella che ha successivamente permesso di ottenere i risultati più significativi. La classificazione originaria di Enriques si basava comunque sui plurigeneri Pi e gli altri invarianti birazionali allora noti; e su di essa, Enriques, assieme ad altri matematici (fra i quali, Alberto Franchetta), vi lavorerà fino alla metà degli anni '40, quando l'auge della scuola iniziava tuttavia a eclissarsi lentamente.
Il problema dello studio e della classificazione delle varietà algebriche di dimensione superiore a 2, fu perciò il tema centrale della scuola italiana di geometria algebrica, affrontato, con metodi geometrico-proiettivi, principalmente da Castelnuovo, Enriques e Severi, oltre che da altri (tra cui, Gino Fano). La classificazione birazionale di queste varietà fu la più ragionevole estensione della precedente classificazione delle curve e delle superfici algebriche. Altrettanto notevole fu poi il lavoro di Severi sulle varietà di dimensione n≥3, in particolare sulla struttura birazionale dello spazio dei moduli Mg delle curve di genere g, sulla irriducibilità di particolari varietà di curve piane poi dette varietà di Severi, sulla classificazione delle curve in uno spazio proiettivo di dimensione arbitraria, sulle possibili estensioni del teorema di Riemann-Roch per varietà di dimensione superiore, sul cosiddetto problema della base, e sui fondamenti della geometria enumerativa.
E proprio il lavoro di Severi fu quello soggetto alle maggiori critiche da parte della comunità matematica estera. Ma, sebbene, alle volte carente nel rigore e nella completezza della trattazione, esso, al pari del lavoro di tutti gli altri matematici di questa scuola, ebbe ciononostante il grande merito di aver comunque offerto punti di vista alternativi e fruttuose intuizioni, aperto nuovi indirizzi di ricerca e prospettive innovatrici, suggerito eventuali soluzioni e avviato verso possibili strade da seguire, tutte preziose opportunità, queste, che furono poi fortunosamente riprese da altre scuole (perlopiù straniere), promuovendone la ricerca. A ogni modo, il complessivo lavoro elaborato negli oltre cinquant'anni di vita di questa scuola, ha senz'altro esercitato una rimarchevole influenza sulle sorti successive della geometria algebrica che, negli anni compresi fra il 1950 e il 1970, sarà alla prese con un tumultuoso e prolifico lavoro di rielaborazione dei risultati conseguiti dalla scuola italiana, attraverso l'impiego trasversale di varie metodologie e diversi strumenti di molti ambiti, da quello geometrico-differenziale e topologico, a quello algebrico e dell'analisi complessa.
Nelle parole di Igor' Rostislavovič Šafarevič, «[...] probabilmente, il successo più rilevante mai ottenuto in geometria algebrica, si deve al lavoro, effettuato tra la fine del XIX secolo e la prima metà del XX, dalla scuola italiana: G. Castelnuovo, F. Enriques, F. Severi e i loro allievi. Essi hanno creato quasi tutta la teoria delle superfici algebriche e le loro idee si sono finora dimostrate fondamentali anche in dimensione alta.»

## I rappresentanti
Di questa scuola, che storicamente ha visto complessivamente coinvolti molti matematici italiani essenzialmente accomunati dall'uso di una metodologia di studio e di ricerca prevalentemente geometrico-proiettiva, più impostata sull'intuizione che sul rigore formale, ricordiamo: 
- Giacomo Albanese
- Giuseppe Bagnera
- Eugenio Bertini
- Luigi Berzolari
- Luigi Brusotti
- Ettore Caporali
- Guido Castelnuovo
- Oscar Chisini
- Edgardo Ciani[46]
- Annibale Comessatti
- Fabio Conforto
- Luigi Cremona
- Michele De Franchis
- Pasquale Del Pezzo
- Riccardo De Paolis
- Enrico D'Ovidio
- Federigo Enriques
- Gino Fano
- Francesco Gerbaldi
- Giuseppe Gherardelli[47]
- Giovanni Battista Guccia
- Beppo Levi[48]
- Gino Loria
- Arturo Maroni[49]
- Giuseppe Marletta
- Domenico Montesano
- Onorato Nicoletti
- Mario Pieri[50]
- Carlo Rosati
- Gaetano Scorza
- Beniamino Segre
- Corrado Segre
- Francesco Severi
- Eugenio Giuseppe Togliatti
- Ruggiero Torelli
- Giuseppe Veronese